# Aleksander Fabisiak
Aleksander Fabisiak (ur. 8 września 1945 w Katowicach, zm. 9 lutego 2024 w Krakowie) – polski aktor filmowy i teatralny.

## Życiorys
Absolwent PWST w Krakowie, później Dziekan Wydziału Aktorskiego w tejże uczelni. W latach 1967–2012 aktor Starego Teatru w Krakowie.
Znany między innymi z roli prokuratora w filmie Psy. Pracował z takimi reżyserami jak Andrzej Wajda czy Krzysztof Zanussi.
Syn aktora Kazimierza Fabisiaka. Został pochowany 15 lutego 2024 na Cmentarzu Rakowickim w Krakowie

## Filmografia
- Trzecia granica (1975) jako Lotnik
- Dagny (1976) jako przyjaciel Przybyszewskiego
- Wodzirej (1977) jako Witek Kobus
- ...Gdziekolwiek jesteś panie prezydencie... (1978) jako oficer
- Zmory (1979) jako lekarz u chorej matki Mikołaja
- operacja Himmler (1979) jako adiutant Mullera
- Cyrk odjeżdża (1987) jako dyrektor Kotela
- Bal na dworcu w Koluszkach (1989) jako Stefan
- Szklany dom  (1989) jako pan Kazio udający prezydenta miasta
- Edward Stachura (1992) jako Lektor (głos)
- Psy (1992) jako prokurator Nawrocki
- Tadeusz Boy-Żeleński (1993) jako Lektor
- Norwid (1993) jako Lektor
- Śmierć jak kromka chleba (1994) jako dyrektor kopalni
- Opowieść o Józefie Szwejku i jego drodze na front (1995) jako dyrektor Szpitala/Psychiatra/Oficer
- Wspomnienia o Janie Lechoniu (1995) jako lektor
- Opowieść o Józefie Szwejku i jego najjaśniejszej epoce (1995) jako psychiatra
- Gry uliczne (1996) jako Pasieka
- Młode Wilki 1/2 (1997) jako Grabowski
- Wspomnienia o Julianie Tuwimie (1997) jako Lektor
- Przygody dobrego wojaka Szwejka  (1999)
- Życie jako śmiertelna choroba przenoszona drogą płciową (2000) jako profesor
- Suplement (2002) jako profesor
- Kryminalni (2004–2008) jako Knapik, wspólnik Anny Szennert (gościnnie)
- Karol. Człowiek, który został papieżem (Karol, un uomo diventato papa, 2005) jako Polski biskup
- Katyń  (2007) jako nauczyciel gimnazjum
- Teraz albo nigdy!  (2008) jako burmistrz (gościnnie)
- Naznaczony  (2009) jako sędzia (odc. 7)
- Prawo Agaty  (2012) jako Adamowicz, były szef Iwony (odc. 12)
- Powidoki (2016)[3]